# Kormowe
Kormowe (ukr. Кормове, ros. Кормовое, Kormowoje) – wieś na Ukrainie, w Autonomicznej Republice Krymu (de iure stanowiącej integralną część państwa ukraińskiego, w 2014 anektowanej przez Rosję i odtąd funkcjonującej jako Republika Krymu), w rejonie perwomajskim. W 2001 liczyła 1693 mieszkańców, wśród których 276 wskazało jako ojczysty język ukraiński, 1105 rosyjski, 264 krymskotatarski, 3 mołdawski, 1 rumuński, 1 bułgarski, 19 białoruski, 5 ormiański, a 19 inny. Według spisu ludności przeprowadzonego przez okupacyjne władze rosyjskie populacja wsi w 2014 wynosiła 1360 osoby.